# Künstlerhaus Stuttgart

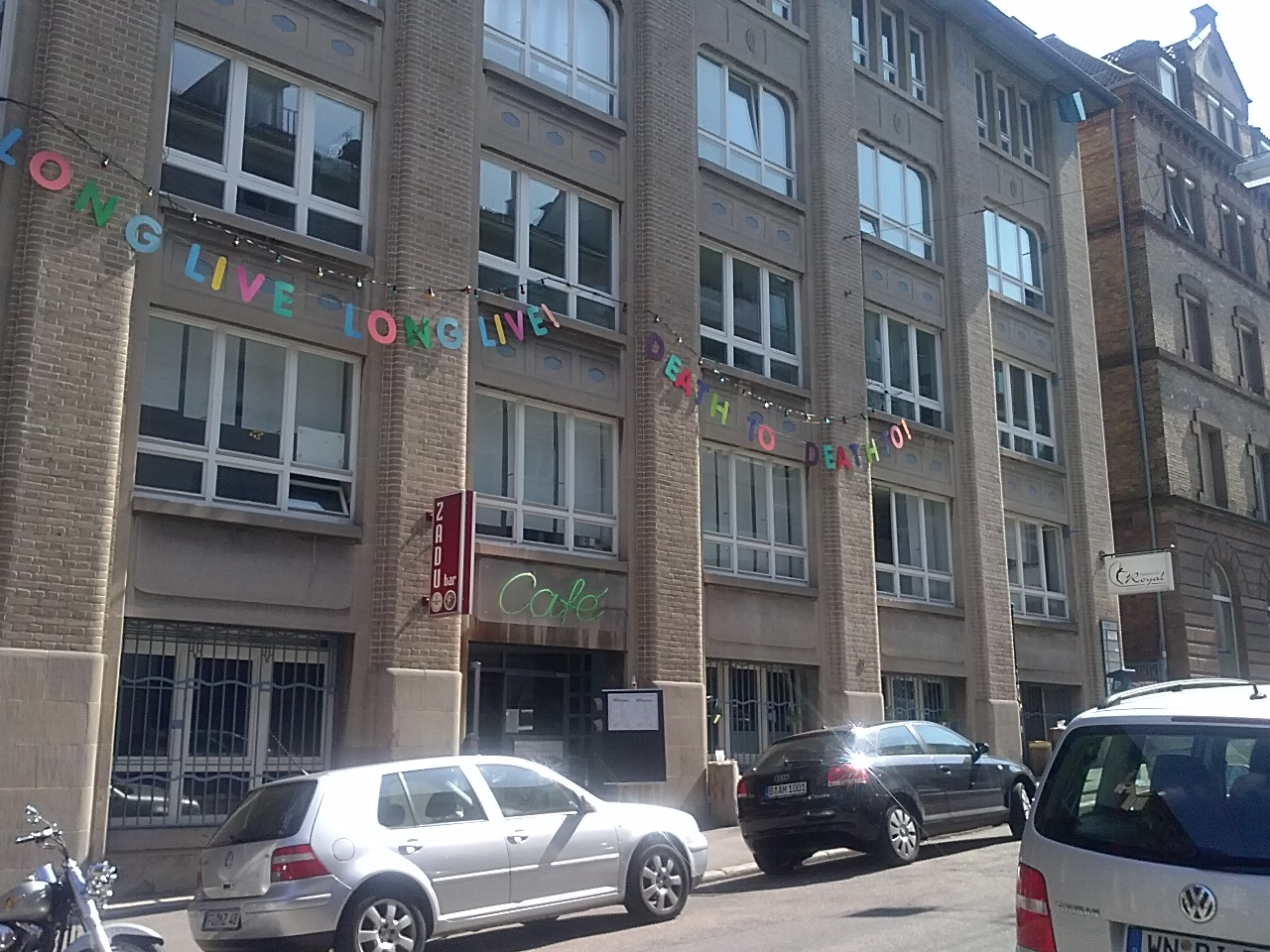
Die Fassade des Künstlerhaus

Das Künstlerhaus Stuttgart ist ein 1978 gegründetes Künstlerhaus in Stuttgart.

## Geschichte
Das Künstlerhaus wurde 1978 von Stuttgarter Künstlern gegründet und hat sich seitdem zu einer überregional und international profilierten Institution für zeitgenössischen Kunst entwickelt. Schwerpunkte des Ausstellungs- und Veranstaltungsprogramms sind die Vermittlung neuester Tendenzen im Bereich der bildenden Kunst, Architektur, Design und Theorie sowie die Verknüpfung lokaler und internationaler Auseinandersetzungen. Daneben unterhält das Künstlerhaus technische Werkstätten, die Künstlern zur Verfügung stehen, sowie ein Atelierprogramm.
Das Künstlerhaus befindet sich im Gebäude einer ehemaligen Kofferfabrik in der Reuchlinstraße im Stuttgarter Westen und verfügt über insgesamt vier Stockwerke mit 600 m² Ausstellungsfläche. Das Künstlerhaus wird von der Stadt Stuttgart finanziell unterstützt.
Die künstlerische Leitung des Hauses wurde jeweils auf vier Jahre, ab 2015 auf fünf Jahre durch den künstlerischen Beirat des Künstlerhauses sowie Vertretern der Stadt Stuttgart ausgewählt.
Die bisherigen Leiter waren:
- 1978–1986: Ulrich Bernhardt[1]
- 1987–1990: Veit Görner, 2003–2014 Direktor der Kestnergesellschaft
- 1990–1994: Ute Meta Bauer, 2013 Gründungsdirektorin des NTU Centre for Contemporary Art Singapore (NTU CCA Singapore)
- 1995–1998: Nicolaus Schafhausen, danach Direktor des Frankfurter Kunstvereins, seit Oktober 2012 Direktor der Kunsthalle Wien
- 1999–2002: Fareed Armaly, arbeitet sowohl als freier Kurator und Künstler
- 2003–2006: Elke aus dem Moore, von 2008 bis 2018 Leiterin der Abteilung Kunst des ifa in Stuttgart
- 2007–2010: Axel John Wieder, seit September 2014 Leiter von Index The Swedish Contemporary Art Foundation
- 2011–2014: Adnan Yildiz, seit Januar 2015 Direktor des Artspace in Auckland, Neuseeland[2]
- 2015–2019: Fatima Hellberg, seit 2019 Leiterin des Bonner Kunstvereins, Bonn[3]
- seit 2020: Eric Golo Stone[4]

## Programm
Schwerpunkte des Ausstellungs- und Veranstaltungsprogramms bilden Einzelpräsentationen internationaler junger Künstler sowie historischer Positionen, die für die Kunstdiskurse der Gegenwart von zentraler Bedeutung sind. Zu den Ausstellungen der letzten Jahre gehörten etwa Einzelpräsentationen von Andreas Gursky, Cosima von Bonin, Olafur Eliasson oder Liam Gillick. Historische Ausstellungen umfassten Filme und Modelle von Gordon Matta-Clark und eine Ausstellung mit Videos und Dokumenten des Architekten Oskar Hansen. Zusätzlich zeigt das Künstlerhaus thematische Präsentationen, die auf kulturelle und gesellschaftspolitische Fragestellungen fokussieren. In der Regel werden 6 bis 8 Ausstellungen pro Jahr auf den zwei Ausstellungsebenen präsentiert. Die Ausstellungen werden durch Vorträge, Diskussionsveranstaltungen und Filmprogramme ergänzt.
Das Programm des Künstlerhauses wird durch die Künstlerische Leitung ausgerichtet, die jeweils auf vier Jahre durch den Beirat des Künstlerhauses berufen wird. Zu den bisherigen Leitern zählen Ulrich Bernhardt (Künstler und Kurator, Stuttgart), Veit Görner (Kestner-Gesellschaft, Hannover), Ute Meta Bauer (Direktorin Visual Arts Program, MIT, Cambridge/USA), Nicolaus Schafhausen (Witte de With, Rotterdam/Kurator der deutschen Pavillons, Biennale Venedig), Fareed Armaly (Künstler, Berlin), Elke aus dem Moore (Akademie Schloss Solitude), Axel John Wieder (Kurator, Berlin) Adnan Yildiz (Direktor, Artspace in Auckland, Neuseeland) und Fatima Hellberg (Direktorin, Bonner Kunstverein).

## Werkstätten
Die Werkstätten bieten den regionalen Kunstschaffenden die notwendigen Produktionsräume zur Realisierung künstlerischer Projekte und ermöglichen den ausstellenden internationalen Künstlerinnen und Künstlern, ortsspezifische Projekte im Haus zu realisieren. Künstler werden bei der Realisierung ihrer Projekte durch die jeweiligen Werkstattleiter unterstützt.
Die Werkstätten (Audio-, Computer-, Druck-, Film-, Videowerkstatt, Fotolabor und Keramik) befinden sich in den Räumlichkeiten im Künstlerhaus. Weitere Angebote umfassen regelmäßige Einsteigerkurse und thematische Seminare. Die Werkstätten sind nicht nur Orte der Produktionen für lokale Kunstschaffende, sondern sind gleichzeitig Schnittstellen des künstlerischen Austausches.
Die Kinderwerkstatt des Künstlerhauses Stuttgart e. V. befindet sich in unmittelbarer Nähe zum Künstlerhaus in der Augustenstr. 67b. Hier treffen sich jeden Nachmittag Kinder und Jugendliche im Alter zwischen 4 und 14 Jahren. Mit der Hilfe und Anleitung einer Künstlerin oder eines Künstlers werden Materialien und gestalterische Techniken in freier und spielerischer Weise erprobt.

## Atelierprogramm
Das interdisziplinäre Atelierprogramm richtet sich an professionelle Künstler, Architekten, Designer und Autoren. Das Stipendium wird jährlich ausgeschrieben. Die Stipendiaten haben freien Zugang zu den hauseigenen Werkstätten und die Möglichkeit, in Zusammenarbeit mit der Künstlerischen Leitung eine Ausstellung oder Präsentation der entstandenen Arbeiten zu entwickeln. Die zu vergebenden Arbeitsräume sind jeweils etwa 25 m² groß, zusätzlich steht ein geräumiger Vorraum zur gemeinsamen Nutzung mit den anderen Stipendiaten zur Verfügung.